# Ernst Andreas Rauch

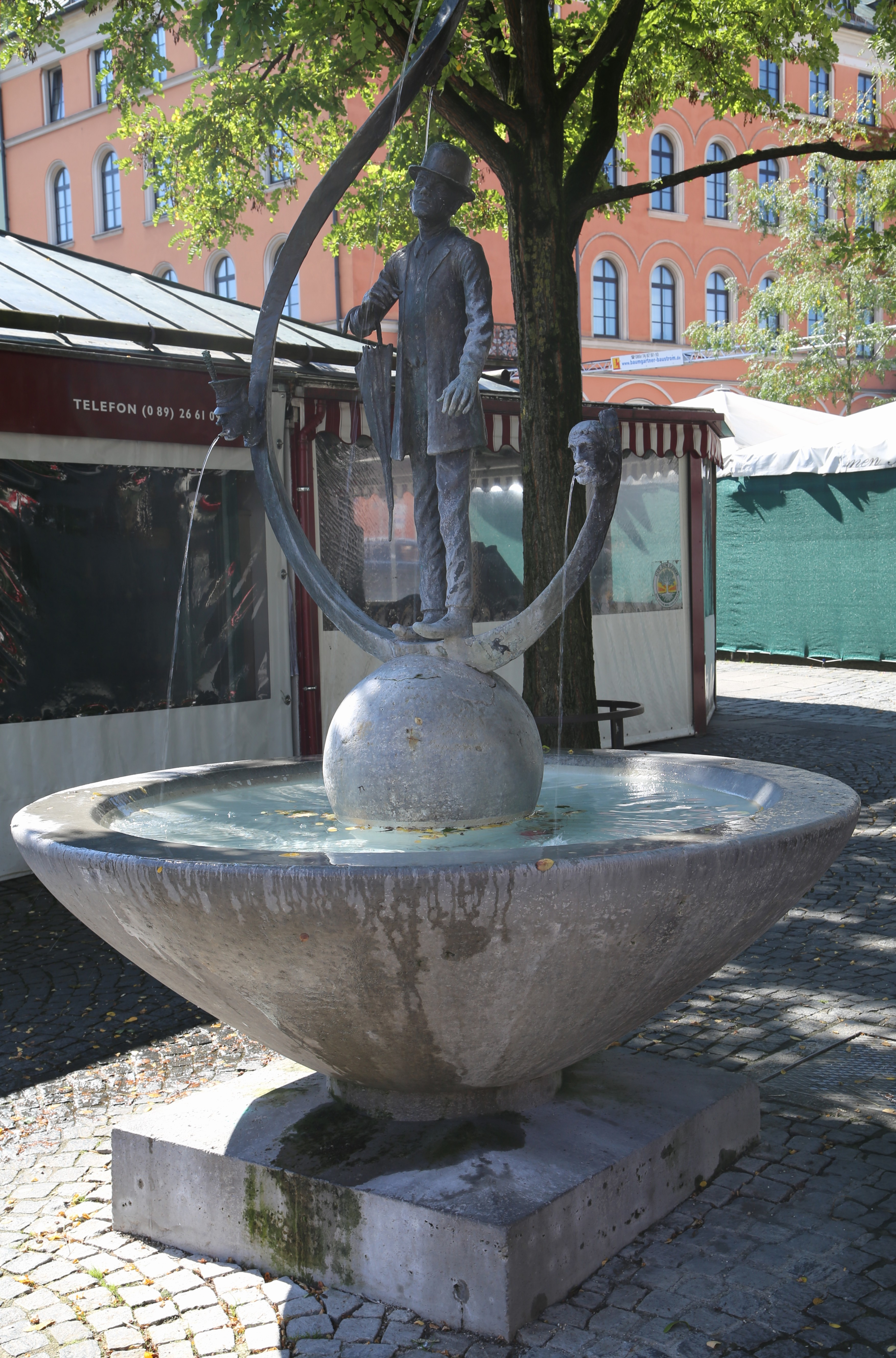
Karl-Valentin-Brunnen am Viktualienmarkt in München

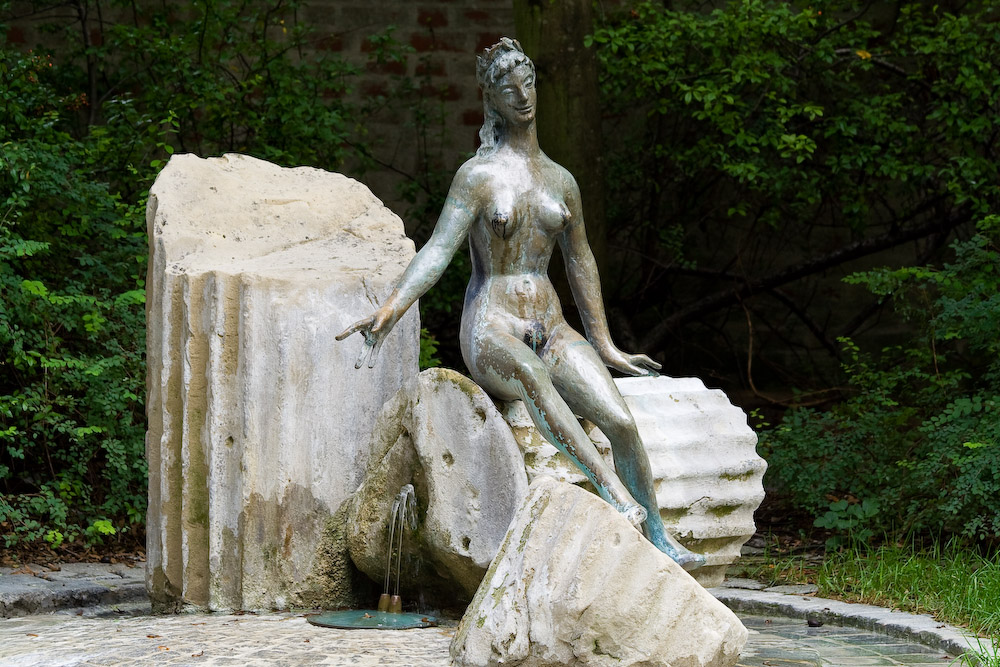
Berolinabrunnen in München

Ernst Andreas Rauch (* 11. Januar 1901 in Teisendorf; † 7. Februar 1990 in München) war ein deutscher Bildhauer (Holz, Stein, Bronze).

## Leben
Rauch studierte an der Akademie der Bildenden Künste München, u. a. bei Bernhard Bleeker. Er war zunächst für Heinrich Müller und German Bestelmeyer tätig.
In der Zeit des Nationalsozialismus war er Mitglied der Reichskammer der bildenden Künste. Für diese Zeit ist seine Teilnahme an 15 großen Gruppenausstellungen sicher belegt, darunter von 1937 bis 1944 auf fünf Großen Deutschen Kunstausstellungen in München.
Zum 1. Juli 1941 trat er in die NSDAP ein (Mitgliedsnummer 8.800.524), und er wurde im gleichen Jahr als Professor an die Akademie berufen. 1944 wurde er auf die Gottbegnadeten-Liste gesetzt und auf diese Weise von der Teilnahme am Zweiten Weltkrieg ausgenommen. 1945 verlor er im Rahmen der Entnazifizierung seine Professur. 1962 erhielt er den Förderpreis für Bildende Kunst der Landeshauptstadt München.

## Werke
Zahlreiche seiner Werke und Bauten befinden sich im öffentlichen Raum in München und Umgebung, z. B.:
- Karl-Valentin-Brunnen am Viktualienmarkt
- Berolinabrunnen in Schwabing
- Blütenkelchbrunnen Ludwigstr.
- Radspieler-Brunnen Hackenstr.
- in der denkmalgeschützten Wohnsiedlung Borstei (Moosach):
  - im Rosenhof: „Der goldene Hahn“[8]
  - im Garten der Ruhe: „Der vergoldete Reiher“[8]
- Hirtenbrunnen, Fürstenfeldbruck[9]

Rauch entwarf auch zahlreiche Skulpturen für die Porzellanmanufaktur Nymphenburg.
Sophie-Scholl-Gymnasium München
Er entwarf die Sophie-Scholl-Büste in der Eingangshalle des Sophie-Scholl-Gymnasiums München.